# Olaeta
Olaeta é um município da província de Córdova, na Argentina.